# 曼圖阿 (古巴)
22°17′27″N 84°17′15″W / 22.29083°N 84.28750°W

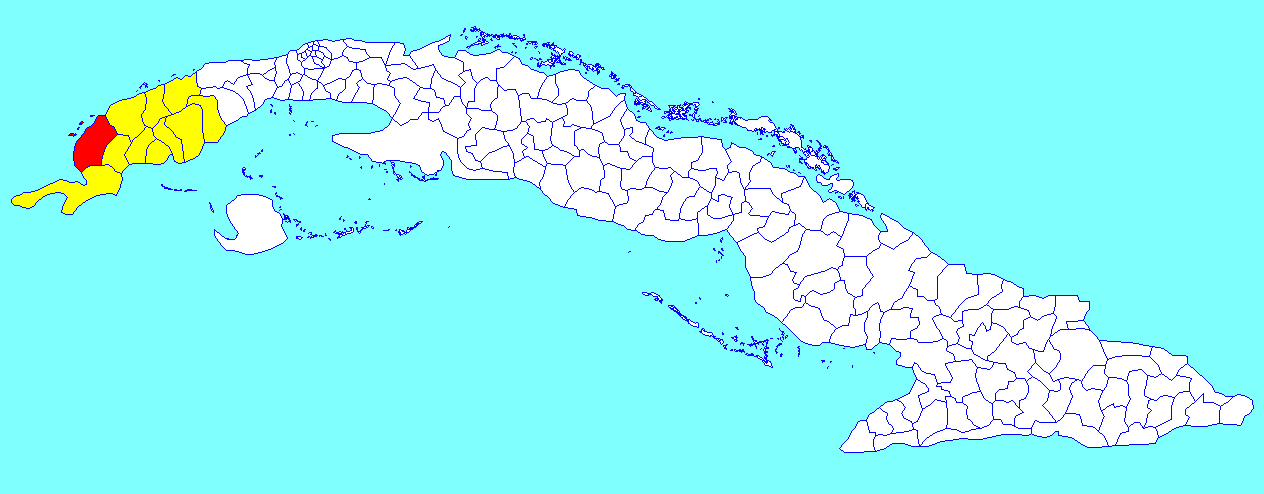

曼圖阿，是古巴的城鎮，位於該國西部，由比那爾德里奧省負責管轄，始建於1719年，面積915平方公里，海拔高度30米，2004年人口26,065，人口密度每平方公里1,866人。